# Marcin Gajda
Marcin Gajda (ur. 1968) – psychoterapeuta, rekolekcjonista oraz diakon stały Kościoła katolickiego.
Ukończył studia lekarskie (PAM, 1993) oraz kursy psychoterapeutyczne. Jest także magistrem nauk o rodzinie (UKSW, 1999) oraz teologiem. Wraz z żoną prowadzi ośrodek psychoterapii. Opierając się na badaniach Anny Terruwe i Conrada Baarsa opracowali własną metodę, nazywaną Chrześcijańską Terapią Integralną.
Ponadto małżeństwo jest znane z działalności rekolekcyjnej. Marcin Gajda był jednym z założycieli powstałej w Szczecinie Wspólnoty Miłości Ukrzyżowanej oraz grupy Przyjaciele Miłości Miłosiernej. Jest znany z wykonań autorskich pieśni religijnych. 18 czerwca 2016 przyjął sakrament święceń w stopniu diakona.

## Publikacje
- Paschalny deszcz (1998, z Beatą Dec);
- Pustynia jest łaską (2000, z Beatą Dec);
- Żyć tajemnicą Kościoła (2002, z Beatą Dec);
- Boskie Święto – Pascha (2003, z Beatą Dec);
- Rodzice w akcji. Jak przekazywać dzieciom wartości? (2011, z żoną, Moniką Gajdą);
- Rozwój. Jak współpracować z łaską? (2013, z Moniką Gajdą);
- Wprowadzenie do modlitwy kontemplacyjnej (2013);
- Otwarci na miłość (2014, z Moniką Gajdą i ks. Krzysztofem Grzywoczem);
- Mężczyzna 2.0 – rzecz o męskości i ojcostwie (2017; z Piotrem Pawlukiewiczem, Mirosławem Malińskim, Moniką Gajdą, Jackiem Pulikowskim, Robertem Friedrichem, Marią Popkiewicz-Ciesielską);
- Świątynia. Wprowadzenie do kontemplacji (2017, z Moniką Gajdą);
- O co pyta nas Jezus? Rozważania drogi krzyżowej i drogi światła (2023, z Moniką Gajdą);
- Rodzice nastolatków w akcji (2023, z Moniką Gajdą);
- Boskie DNA (2024)[10].

## Muzyka
Albumy solowe:
- Milczę i kocham;
- Nie przerywając ciszy;
- Wolny w ramionach Najwyższego;
- Zrozumienie, współczucie.

Ponadto Marcin Gajda jest autorem tekstów i wykonawcą licznych utworów wydanych przez Wspólnotę Miłości Ukrzyżowanej.